# 劉子師
劉子師（460年—465年10月16日），字孝友，宋孝武帝劉駿第二十二子，母為殷淑儀（殷淑儀實為南郡王劉義宣女，即劉駿堂妹）。
大明七年（463年），封南海王，食邑二千户。因為劉子師的同母兄劉子鸞太得劉駿喜愛，在前廢帝劉子業即位後，便因為素來嫉妒弟弟得到父親疼愛的關係，開始對他進行報復。景和元年九月辛丑（465年10月16日），劉子業将劉子鸞、劉子師免为庶人，并派人將劉子鸞、劉子師、第十二皇女一併赐死。
劉彧即位後，恢復了劉子師的封爵，谥曰哀。